# Кіллен (Алабама)
Кіллен (англ. Killen) — місто (англ. town) в США, в окрузі Лодердейл штату Алабама. Населення — 1034 особи (2020).

## Географія
Кіллен розташований за координатами 34°51′36″ пн. ш. 87°31′52″ зх. д. / 34.86000° пн. ш. 87.53111° зх. д. (34.859983, -87.531023).  За даними Бюро перепису населення США в 2010 році місто мало площу 5,11 км², з яких 5,10 км² — суходіл та 0,00 км² — водойми.

## Демографія
Згідно з переписом 2010 року, у місті мешкало 1108 осіб у 457 домогосподарствах у складі 323 родин. Густота населення становила 217 осіб/км².  Було 499 помешкань (98/км²).
Расовий склад населення:
| - 94,0 % — білих - 3,2 % — чорних або афроамериканців - 0,5 % — азіатів - 0,3 % — корінних американців - 1,2 % — осіб інших рас |

До двох чи більше рас належало 1,0 %. Частка іспаномовних становила 2,4 % від усіх жителів.
За віковим діапазоном населення розподілялося таким чином: 23,7 % — особи молодші 18 років, 59,8 % — особи у віці 18—64 років, 16,5 % — особи у віці 65 років та старші. Медіана віку мешканця становила 40,7 року. На 100 осіб жіночої статі у місті припадало 93,7 чоловіків;  на 100 жінок у віці від 18 років та старших — 89,9 чоловіків також старших 18 років.
Середній дохід на одне домашнє господарство  становив 63 289 доларів США (медіана — 55 313), а середній дохід на одну сім'ю — 72 656 доларів (медіана — 61 974). За межею бідності перебувало 17,7 % осіб, у тому числі 38,9 % дітей у віці до 18 років та 6,5 % осіб у віці 65 років та старших.
Цивільне працевлаштоване населення становило 555 осіб. Основні галузі зайнятості: роздрібна торгівля — 23,4 %, освіта, охорона здоров'я та соціальна допомога — 16,4 %, виробництво — 12,1 %, будівництво — 12,1 %.